# Stenhån
Stenhån är en sjö i Älvdalens kommun i Dalarna och ingår i Dalälvens huvudavrinningsområde. Sjön har en area på 0,0496 kvadratkilometer och ligger 896,1 meter över havet. Sjön avvattnas av vattendraget Fulubågan.

## Delavrinningsområde
Stenhån ingår i det delavrinningsområde (683744-132922) som SMHI kallar för Inloppet i Skarphån. Medelhöjden är 930 meter över havet och ytan är 3,62 kvadratkilometer. Räknas de 4 avrinningsområdena uppströms in blir den ackumulerade arean 18,6 kvadratkilometer. Fulubågan som avvattnar avrinningsområdet har biflödesordning 4, vilket innebär att vattnet flödar genom totalt 4 vattendrag innan det når havet efter 548 kilometer. Avrinningsområdet består mestadels av skog (21 procent), sankmarker (11 procent) och kalfjäll (62 procent). Avrinningsområdet har 0,2 kvadratkilometer vattenytor vilket ger det en sjöprocent på 5,5 procent.